# ملعب الجامعة
ملعب الجامعة هو ملعب كرة قدم يقع في مدينة مونتيري المكسيكية . يسع الملعب لجلوس 43,700 متفرج . يعتبر الملعب الرسمي الذي يخوض فيه نادي تيغريس مبارياته . تم افتتاح الملعب في 30 مايو 1967 بتكلفة 23 مليون بيزو مكسيكي .